# Paul Bijttebier
Paul Bijttebier, geboren als Paul Byttebier (Roeselare, 4 april 1923 – Antwerpen, 5 augustus 2016), was een arts en schepen in Kontich. Bijttebier was tevens stichter van de Voorzorgskas voor Geneesheren, Tandartsen en Apothekers; later gekend als Amonis, alsook de Gemeentelijke Academie voor Schone Kunsten te Kontich.

## Levensloop
Bijttebier werd geboren te Roeselare in het gezin van aannemer Urbain Valère Adolphe Byttebier (1890–1936). Hij was de kleinzoon van Theophile Byttebier (1851–1924). 
Toen hij 13 was, verloor Bijttebier zijn vader, die in 1936 als wegenbouwaannemer van de Firma Byttebier omkwam te Hoeke bij de werken aan de Natiënlaan (N49) tussen Lapscheure en Westkapelle, deel van de verbinding Maldegem-Knokke.

### Opleiding
Bijttebier doorliep de Grieks-Latijnse humaniora aan het Klein Seminarie Roeselare. In de periode 1941-1948 studeerde hij geneeskunde aan de Katholieke Universiteit Leuven, waar hij zich aangetrokken voelde tot en actief lid werd van de beweging Universitas van kanunnik Albert Dondeyne. Bijttebier ontmoette er onder meer Pieter De Somer (de latere rector van de Alma mater) en Josué Vandenbroucke.
Universitas oefende verdere invloed uit op Bijttebier. Priester-professor Dondeyne leerde hem om geloof te combineren met cultuur en wetenschap. In de naoorlogse decennia oefende de Universitas-groep invloed uit op de religieuze praktijk, op de politiek en zelfs op de medische praktijkvoering. Bijttebier werd ook geïnspireerd door progressieve-christelijke denkers zoals Edward Schillebeeckx, Hans Küng, Wieringa, Harry Kuitert en Peter Schmidt.
Vanaf 1945 was Bijttebier bestuurslid van het Katholiek Vlaams Hoogstudentenverbond (KVHV). 
In 1948 promoveerde Bijttebier tot doctor in de geneeskunde.

### Huisarts
Voor zijn actieve carrière als huisarts (1948–2004) verhuisde hij in 1949 naar de Antwerpse gemeente Kontich. Van 1956 tot 1994 was zijn dokterspraktijk gevestigd in de gezinsvilla in de Peter Benoitlaan te Kontich. 
Als gedreven huisarts stond Bijttebier aan de wieg van de eerstelijnshulp in het kanton Kontich. Hij was actief in het Algemeen Syndicaat van Geneeskundigen van België (artsensyndicaat Marcel De Brabanter) en medestichter van de Voorzorgskas voor Geneesheren, Tandartsen en Apothekers. In 2005 veranderde de naam in Amonis.

### Politiek
Bijttebier was actief als gemeenteraadslid (1953-1970) en nadien schepen van Jeugd en Cultuur in Kontich (1965-1970), voor de CVP. Als schepen van cultuur nodigde hij in 1967 de kunstschilder Staf Van Elzen uit om een gemeentelijke schilderacademie op te richten. Van een school met twee leerkrachten (Van Elzen en Hugo Leyers) en met dertig leerlingen werd het een bekende instelling met tien leerkrachten en meer dan 500 leerlingen. Vandaag de dag staat het bekend als de Gemeentelijke Academie voor Schone Kunsten te Kontich.

### Cultuurraad Kontich
Bijttebier bereidde samen met Gust Teugels de stichting van een gemeentelijk inspraakorgaan voor het culturele leven voor. In 1971 werd de Gemeentelijke Culturele Raad Kontich opgericht.

### Persoonlijk leven
In Turnhout huwde hij Josephina De Boodt (1926–2019), dochter van landbouwingenieur, senator en later minister van Wederopbouw, August De Boodt. Bijttebier en De Boodt kregen vijf kinderen en negen kleinkinderen.
Paul Bijttebier overleed in 2016 op 93-jarige leeftijd te Antwerpen.

## Eretekens
- Orde van Leopold II, Officier[16]

## Trivia
- Byttebier en Dondeyne zijn ook de namen van twee personages (vrienden "apostelen", klasgenoten van hoofdpersoon Louis) in de epische roman Het verdriet van België van de Vlaamse schrijver Hugo Claus.[17] Het is evenwel niet zeker of Bijttebier hiervoor model heeft gestaan, ook gezien het feit dat Claus zes jaar jonger was dan Paul.
- Bijttebier was een van de dokters die geïnterviewd werd voor het boek Meneer Doktoor.[18]